# Mihai Viteazu (Cluj)
Mihai Viteazu (in passato Sânmihaiu de Jos e Sânmihaiu de Sus, in ungherese Szentmihály) è un comune della Romania di 5 777 abitanti, ubicato nel distretto di Cluj, nella regione storica della Transilvania.
Il comune è formato dall'unione di 3 villaggi: Cheia, Cornești, Mihai Viteazu.